# 日本原演習場
座標: 北緯35度08分46秒 東経134度10分06秒 / 北緯35.145997度 東経134.168293度

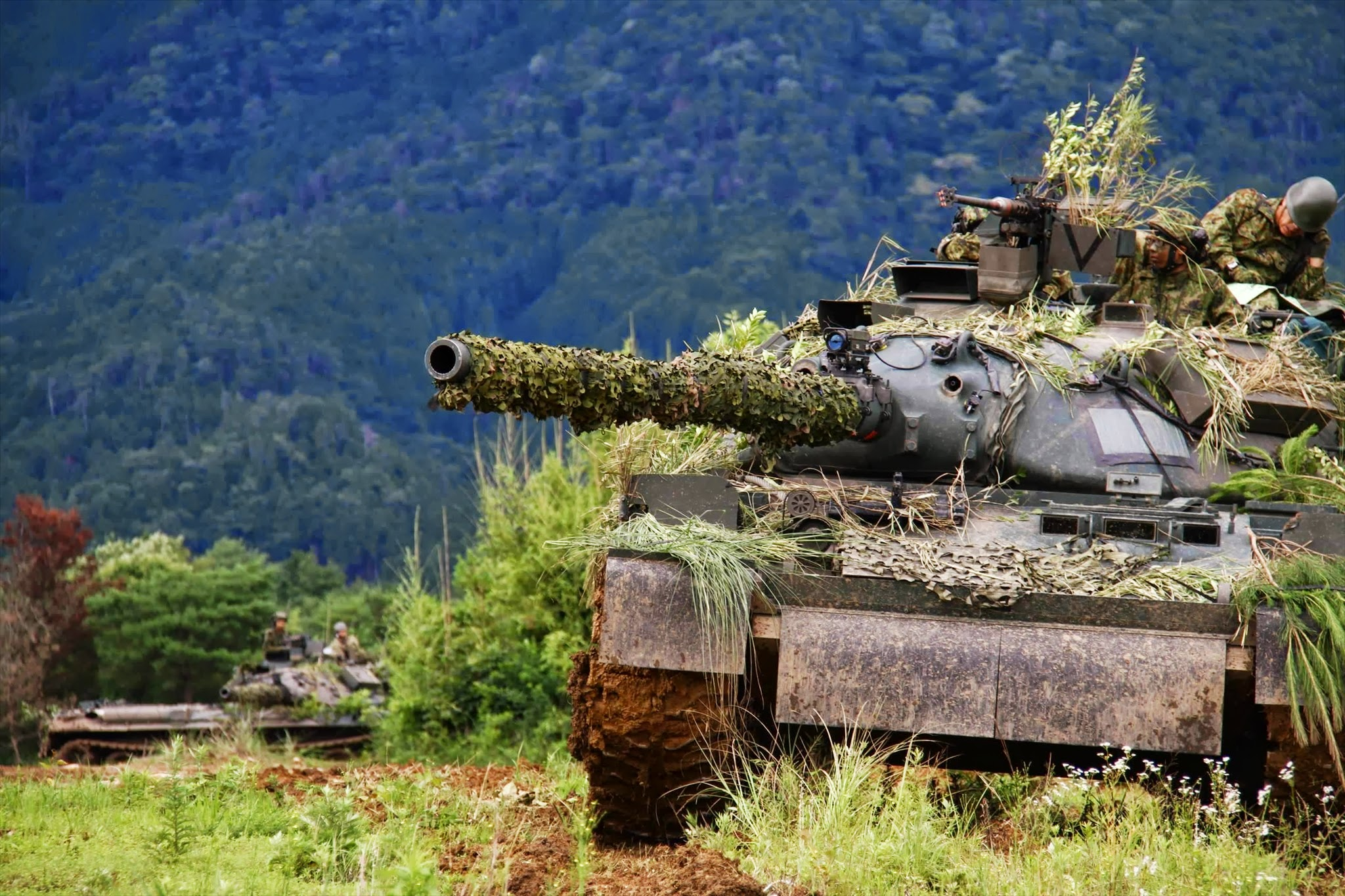
日本原演習場で演習中の74式戦車

日本原演習場（にほんばらえんしゅうじょう）は、岡山県勝田郡奈義町と一部が津山市に所在する陸上自衛隊の中規模演習場。管理駐屯地は日本原駐屯地。

## 歴史
日本原の地は古くから原野であり、天文年間（1532年から1554年）に六十六部で諸国を廻った農民の福田五兵衛が最後にこの地に住み着き茶屋を開いた。この茶屋で街道を行き交う旅人に日本各地の話を聞かせ、やがて茶屋を「日本廻国茶屋」と、福田五兵衛は「廻国五兵衛」と呼ばれるようになった。後にこの地は日本野と呼ばれ、これが日本原の地名の起こりとされる。
1900年（明治33年）4月、岡山県知事は参事官を日本原に派遣し原野の視察を実施させる。同年6月には第10師団長であった伏見宮貞愛親王が原野を視察する。1901年（明治34年）の10月から11月にかけて郡役所が地名や面積等の調査を実施する。1902年（明治35年）9月に再び地名や面積等の調査をする。1907年（明治40年）1月、寺田祐之岡山県知事は県技師数名を派遣し演習場適地の土地価格、立ち退き移転に該当する家屋の費用などの調査に当たらせる。1908年（明治41年）3月に買収が成立し陸軍省所管の陸軍演習場となる。同年11月2日に岡山に司令部を置く第17師団隷下の砲兵部隊が最初の実弾射撃を実施する。
これ以降大正時代から第二次世界大戦終戦まで広島、善通寺、姫路の各師団が各種の演習や山砲、野砲の実弾射撃に使用する。1932年（昭和7年）に県営事業として溜池造成が起工され、1943年（昭和18年）に完成し岡山県内有数の貯水量となる那岐池が完成する。この那岐池は戦後防衛施設庁により大改修される。
1945年（昭和20年）8月に戦争末期から駐屯していた部隊は解隊し廠舎には陸軍補導会が演習場開拓の為に入っていたが、1946年（昭和21年）3月20日に占領軍が接収し、1947年（昭和22年）にまず初めはオーストラリア軍、次に黒人部隊が入り、その後カナダ軍の演習場となった。占領軍の砲兵は時に菩提寺付近にまで着弾させることもあった。
1952年（昭和27年）10月に占領軍は撤収し、その後警察予備隊が演習場として使用を始める。1957年（昭和32年）11月14日、占領軍の接収が解除され返還、大蔵省の所管となる。1964年（昭和39年）3月31日に大蔵省から防衛庁に移管され、同年6月16日に演習場西地区で105mm榴弾砲以下の射撃を開始する。
1970年（昭和45年）3月に日本原駐屯地が開庁し、4月21日には東地区に105mm榴弾砲3発を試射する。この頃には反対運動が激化している。同年7月22日に勝北町長から東地区に射撃できるまで西地区での射撃を中止する申し入れのため火砲の射撃は中止（小火器射撃は継続する）となる。1972年（昭和47年）1月28日から3月10日にかけての射撃中止期間中に音響測定のため西地区にて試射を実施する。同年3月には近傍住民から幼児病気悪化の抗議により西地区での射撃は中止となる。1973年（昭和48年）3月14日に西地区の射撃が再開されるも、10月19日に場内の立木伐採の調整不備のため射撃中止となる。1975年（昭和50年）5月13日に西地区での射撃が再開される。同年12月25日に東地区での射撃について合意が成立し、ロケット発射筒の射撃を開始する。1976年（昭和51年）5月16日に投石事件が発生し、翌5月17日に81mm迫撃砲の射撃が始まる。

## 演習場の状態
日本原演習場は那岐山の裾野に沿って帯状に広がる原野を活用したもので、東西6キロメートル、南北5キロメートルの範囲で面積約1,450万平方メートルに及び、中国地方、四国地方地区では最大の自衛隊演習場である。旧軍時代には現在の陸上自衛隊駐屯地の南東付近に滝本廠舎が、元岡山県立日本原高等学校の敷地付近に新野廠舎があった。
演習場内には間接照準火器用の射場が設けられ、迫撃砲や榴弾砲の射撃ができる2,600メートルと4,000メートル射場があり、直接照準火器では小火器用の射場や戦車砲用の射場がある。間接照準火器についての同時射撃可能数は榴弾砲1門となっており、射角は約152ミルとなっている。実弾下潜入訓練場も設けられている。場内には溜池が数多くありその中でも最も大きなものは那岐池がある。東地区内には那美神社がある。
演習場周辺は南側に国道53号(因幡道)が東西に走っており、国道の近くに廠舎が設けられ、道を超えた所に日本原駐屯地が所在している。北は那岐山と滝山を頂く山地で菩提寺もあり、東西と南側は家屋が点在しつつ田畑が広がっており畜産業もある。周辺には寺社も点在してる。